# حفره صفاقی بزرگ
در کالبدشناسی شکم، حفرهٔ صِفاقی را می‌توان به کیسه صفاقی بزرگتر و کیسه صفاقی کوچکتر تقسیم کرد. حفره صفاقی بزرگ (انگلیسی: Greater sac) قسمت اعظمی از حفرهٔ صفاقی را دربر می‌گیرد. حفره صفاقی کوچک که کیسه چادرینه‌ای (اومنتال بورسا) هم نامیده می‌شود، کوچک‌تر است و در پشت معده و چادرینه کوچک واقع شده‌است.
حفره صفاقی بزرگ بخش بزرگتر حفرهٔ صفاقی است که توسط روده‌بند پس‌روده (مزانتر کولون) عرضی به دو بخش تقسیم می‌شود:
- بخش بالاپس‌روده‌ای (سوپراکولیک): بالای مزوکولون عرضی قرار دارد و شامل معده، کبد و طحال است. این ناحیه از طریق سوراخ اپیلویک (Foramen of Winslow) با کیسه کهتر ارتباط دارد.[۲]
- بخش زیرپس‌روده‌ای (اینفراکولیک): پایین مزوکولون عرضی قرار دارد و شامل روده کوچک، پس‌روده صعودی و پس‌روده نزولی است. قسمت زیرپس‌روده‌ای خود به دو قسمت فضای زیرپس‌روده‌ای راست و چپ توسط روده‌بند رودهٔ کوچک تقسیم می‌شود.[۳]

بخش‌های بالاپس‌روده‌ای و زیرپس‌روده‌ای توسط شیار پاراکولیک به یکدیگر متصل می‌شوند که خود بین دیوارهٔ پوسترولترال شکمی و سطح لترال کولون صعودی یا نزولی قرار دارد.

### اهمیت بالینی
- در جراحی‌های شکمی، شناخت این آناتومی برای پیشگیری از آسیب به ساختارهای حیاتی ضروری است.
- تجمع مایع غیرطبیعی (آسیت) در حفره بزرگ صفاقی نشانه‌ای از بیماری‌های کبدی یا سرطان است.[۴]